# ما تو رو ساختیم
«ما تو رو ساختیم» (به انگلیسی: We Made You) عنوان ترانه‌ای از امینم خواننده رپ آمریکایی است که در سال ۲۰۰۹ میلادی منتشر شد و این دارای آوازهای کر توسط Charmagne Trip است.  این آهنگ توسط دکتر دره و توسط داک ایش و خود امینم تهیه شده است.  کاور رسمی تک‌آهنگ، تصویری از موزیک ویدیو با امینم ،اُکسن و با حضور کیم کاردشیان است و در آلبوم بازگشت (آلبوم) نیز است. 